# Епархия Кордобы (Мексика)
Епархия Кордобы (лат. Dioecesis Cordubensis in Mexico) — епархия Римско-католической церкви с центром в городе Кордова, Мексика. Епархия Кордобы входит в Архиепархия Халапымитрополию Халапы. Кафедральным собором епархии Кордобы является церковь Непорочного Зачатия Пресвятой Девы Марии.

## История
15 апреля 2000 года Римский папа Иоанн Павел II издал буллу Ministerium Nostrum, которой учредил епархию Кордобы, выделив её из архиепархии Халапы.

## Ординарии епархии
- епископ Eduardo Porfirio Patiño Leal (2000 – по настоящее время).

## Источник
- Annuario Pontificio, Libreria Editrice Vaticana, Città del Vaticano, 2003, ISBN 88-209-7422-3
- Булла  Ministerium Nostrum  (лат.)